# Ferdinand Sperber
Johann Friedrich Ludwig Ferdinand Sperber (* 12. November 1855 in Hameln; † 8. Oktober 1933 in Hamburg) war ein deutscher Bauingenieur und hamburgischer Baubeamter.

## Leben und Wirken
Ferdinand Sperber studierte von 1878 bis 1882 Bauingenieurwesen an der Technischen Hochschule Hannover. Danach arbeitete er unter anderem für Unternehmen im Ruhrgebiet. Da er über Kenntnisse im Bereich des Brücken- und Eisenbahnhochbaus verfügte und sich ihm unterstellten Personen gegenüber unnachgiebig gezeigt hatte, stellte ihn die Freie und Hansestadt Hamburg Anfang 1887 befristet an. Sperber wirkte hier an Bauten mit, die im Rahmen des Hamburger Zollanschlusses entstanden. 1889 zum Baumeister befördert, erhielt er eine unbefristete Stelle.
Mit der Zustimmung seines Vorgesetzten Franz Andreas Meyer ließ sich Sperber 1891 für mehrere Monate beurlauben. Er reiste für das Auswärtige Amt nach Kamerun und begleitete dort den Bau von Häfen, was Meyer als geeignete Weiterbildung ansah. 1896 wurde er zum Bauinspektor der 1. Ingenieurabteilung ernannt. Zwei Jahre später bewarb er sich mit Unterstützung Meyers erfolglos als Stadtbaurat für Tiefbau in Schöneberg. 1900 reiste er als Gesandter zur Weltausstellung in Paris, wo er die Erweiterung von Eisenbahnstrecken vorbereiten sollte. Wenig später übernahm er von Meyer, der 1901 starb, vorbereitende Arbeiten für den komplizierten Bau des Hamburger Bismarck-Denkmals und die Ausführung des Kaiser-Wilhelm-Denkmals. Außerdem plante er Bauten und Schmuck für die Einweihungsfeiern beider Denkmäler.
1906 zum Baurat berufen kontrollierte Sperber in staatlichem Auftrag den Bau der Hamburger Ringbahn – ein Auftrag, der in Verbindung mit dem Besuch der Pariser Weltausstellung gestanden haben könnte. 1907 folgte er als Oberingenieur auf den als zu diplomatisch eingeschätzten Franz Eduard Vermehren. Vermehren stand in der öffentlichen Kritik Alfred Lichtwarks, der die historische Stadtplanung als uneinheitlich ansah und somit auch Sperber kritisierte, der daran mitgewirkt hatte. Da Sperber jedoch erfolgreich Straßendurchbrüche, den Ausbau der Eisenbahn und die Sanierung der Altstadt begleitet hatte und als angesehene Persönlichkeit galt, hoffte man, dass er die Stadtplanung stringent neu ausrichten könne.

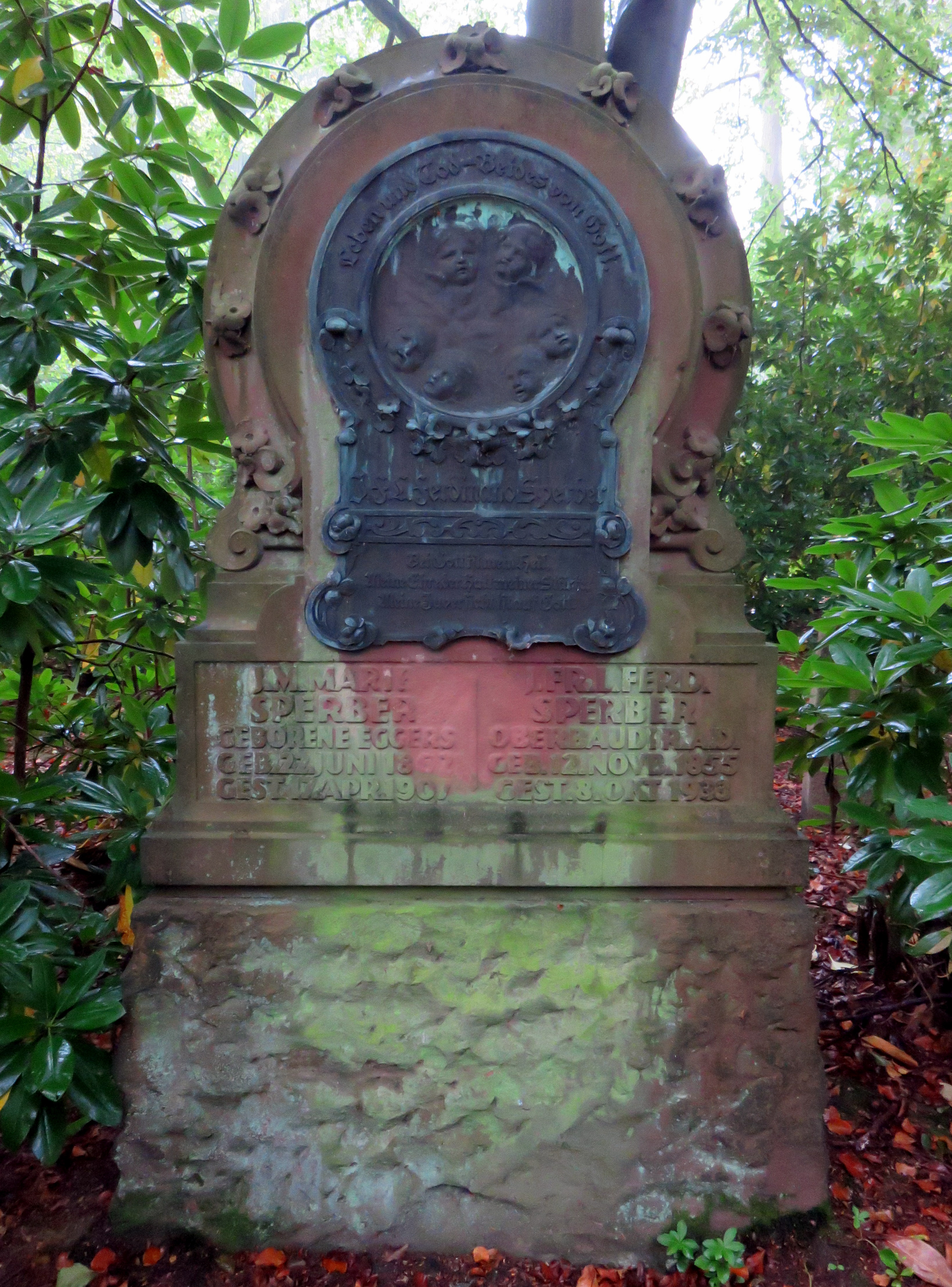
Grabmal mit der Aufschrift „J. F. L. Ferd. Sperber, Oberbaudir. AD“ auf dem Friedhof Ohlsdorf

Während seiner Zeit als Oberingenieur bereitete Sperber den Bau des Hamburger Stadtparks und die Kanalisierung der Alster vor. Dabei geriet er in Konflikt mit Hochbaudirektor Fritz Schumacher, der die gemeinsam erarbeiteten Pläne als Ergebnisse seiner persönlichen Reformbemühungen darstellte. Trotzdem prägten die Bauingenieure zwischen 1906 und 1912 mit dem Bismarck-Denkmal, den Bauten der Hamburger Hochbahn, den Landungsbrücken und dem St. Pauli-Elbtunnel das Bild der Stadt. Fritz Schumacher kritisierte später insbesondere die von Sperber verantworteten Bauwerke der Ringbahn.
Bei Beginn des Ersten Weltkriegs wechselte Sperber für die Heeresleitung zur Baudirektion beim Generalgouvernement Belgien. 1915 ging er zurück nach Hamburg, wo er den Bau der Neuen Elbbrücke betreute. 1920 wurde er zum Oberbaudirektor ernannt und ging 1923 in den Ruhestand; sein Nachfolger im Amt wurde Gustav Leo. In einem Nachruf schrieb das Hamburger Fremdenblatt 1933, dass Sperber Bauten geschaffen habe, deren Geist in Hamburg noch lange erhalten bleiben werde.
Sperber war verheiratet und hatte drei Kinder. Sein Grab befindet sich auf dem Hamburger Friedhof Ohlsdorf im Planquadrat X 20 nordöstlich Kapelle 2.